# Pieterskerk (Beesd)

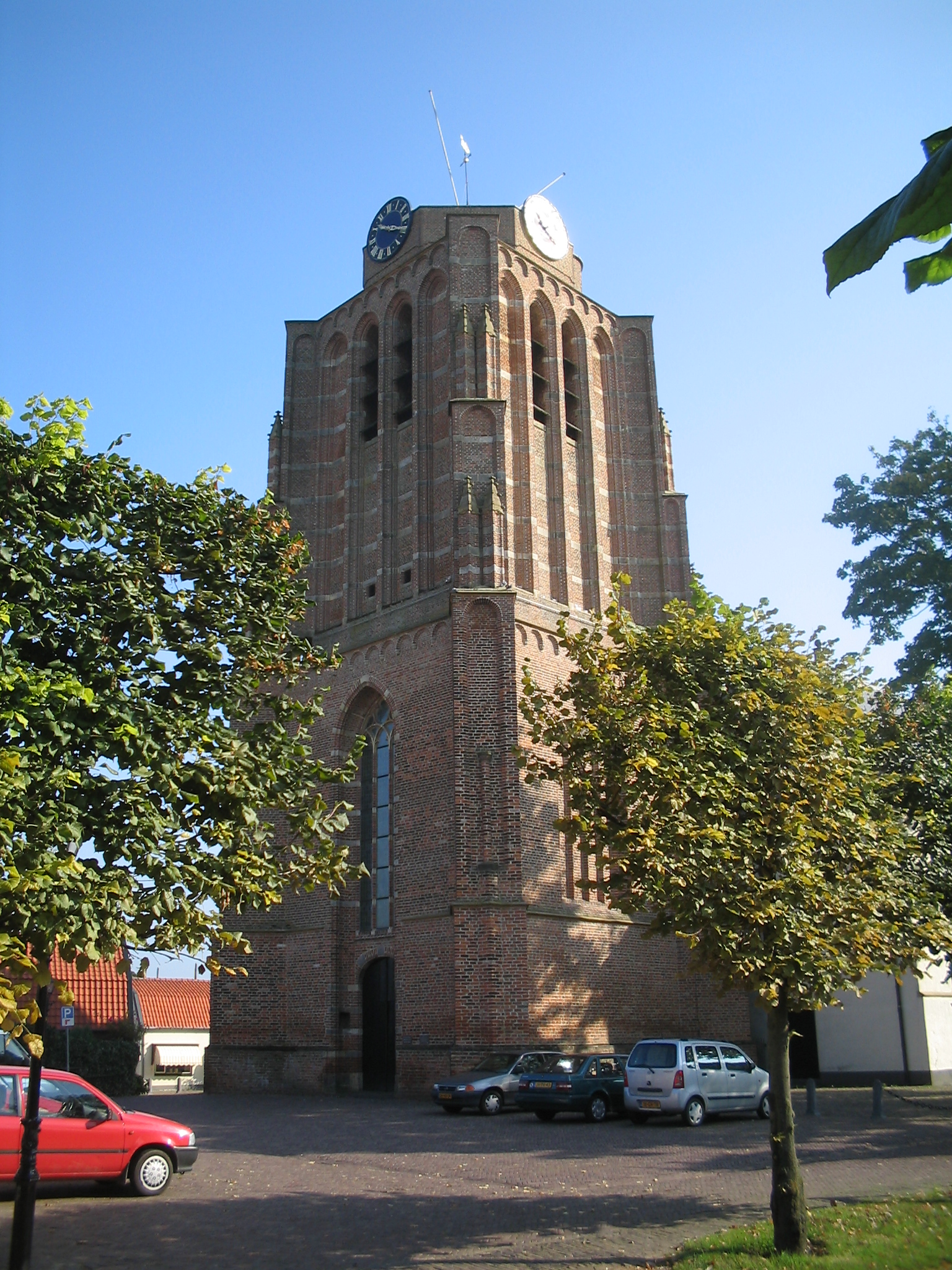
Pieterskerk in Beesd

Die Pieterskerk ist ein Kirchengebäude der Protestantischen Kirche in den Niederlanden in Beesd in der Gemeinde West Betuwe. Das Kirchenschiff sowie der Turm der Kirche sind seit 1970  als Rijksmonumente eingestuft.

## Geschichte
Von der mittelalterlichen Kirche von Beesd ist nur der wuchtige Turmstumpf vom Ende des 15. und Anfang des 16. Jahrhunderts erhalten, der in früherer Zeit eine wichtige Funktion im Hochwasserschutz hatte.
Das Schiff der ursprünglichen Hallenkirche wurde 1825 durch den heutigen Bau ersetzt.

## Orgel
Mit der Weihe des neuen Kirchenschiffs erhielt die Kirche eine Orgel, die 1756 von dem Orgelbauer J.H:H. Bätz erbaut worden war, samt dem historischen Orgelgehäuse, das bei der Umsetzung geringfügig umgebaut wurde, um es an die neuen Gegebenheiten anzupassen. Das Instrument wurde seitdem mehrfach repariert und überarbeitet. 1913 baute der Orgelbauer J.J. de Koff (Utrecht) ein neues Orgelwerk in das Orgelgehäuse. Das Instrument hat heute 12 Register auf zwei Manualwerken (Hauptwerk – Untermanual; Nebenwerk – Obermanual). Das Pedal (C-d1) ist angehängt.
| I Hauptwerk C–f3 |               |     |
| 1.               | Bourdon       | 16′ |
| 2.               | Prestant      | 8′  |
| 3.               | Roerfluit     | 8′  |
| 4.               | Violoncel     | 8′  |
| 5.               | Octaaf        | 4′  |
| 6.               | Octaaf        | 2′  |
| 7.               | Mixtuur II-IV |     |
| 8.               | Trompet (B/D) | 8′  |

| II Nebenwerk C–f3 |                |    |        |
| 9.                | Holpijp        | 8′ |        |
| 10.               | Roerfluit      | 4′ |        |
| 11.               | Woudfluit      | 2′ | (2000) |
| 12.               | Sesquialter II |    | (1970) |

- Koppeln: I/P